# Macross Frontier
Макросс Фронтир (англ. Macross Frontier, яп. マクロスF (フロンティア) Makurosu Furontia) — японский аниме-сериал по вселенной Макросс. Анимирован студией Satelight, был впервые показан в Японии на MBS 3 апреля 2008 года. Версия для предпросмотра называлась Macross Frontier Deculture Edition или Macross Special Edition (яп. マクロスSP版 Makurosu SP Ban), первая серия которой была впервые показана 23 декабря 2007 года. Премьера сериала на спутниковом телевидении на территории Японии состоялась 7 апреля 2008 года на канале Animax.

## Сюжет
Макросс Фронтир выпущен к 25-летнему юбилею выхода первого аниме о вселенной Макросса. Это прямой сиквел Макросс 7, в котором мы увидим истории Саотомэ Альто, Ранки Ли и поп-идола по имени Шерил Ноум на борту нового космического корабля Макросс Фронтир. После войны с Зентради человечество, чтобы выжить и сохранить свою культуру, расселяется по всей Вселенной с помощью новых космических кораблей, подобных Фронтиру.
Во вселенной Макросса история развивается в 2059 году. Сериал рассказывает о пути 25-го колонизационного флота «Макросс Фронтир» в район центра галактики.
Во время разведки неисследованного астероидного пояса, разведчик VF-17 Nightmare был уничтожен некой биомеханической формой жизни, вайрами (Vajra), сразу же после этого атаковавшими весь 25-й флот. Космические Силы U.N не смогли противостоять на равных пришельцам. После прорыва последней линии обороны командование дает добро на вмешательство в боевые действия организации S.M.S, использующей истребители-варитеки VF-25 Messiah. Истребители S.M.S. смогли уничтожить часть нападавших, после этого начинается война между пришельцами и 25-м колонизационным флотом.
В ходе противостояния вайр и людей первые неоднократно атакуют флот Фронтира. В это время, во времена затишья, молодая девушка Ранка Ли мечтает подарить свои песни людям (подобно певице Лин Минмэй из самого первого Макроса). Уже знаменитая певица Шерил Ноум, случайно подружившаяся с Ранкой и с пилотом S.M.S Альто Саотомэ, подбадривает Ранку, видя в ней талант. Неожиданно Ранка добивается успеха и становится знаменитой на весь Фронтир. А у Шерил, наоборот, начинаются проблемы со здоровьем. Альто, который дружит с обеими девушками, так и не решается сделать выбор. Затем выясняется, что во время песен Ранки вайры ведут себя странно — если во время пения Ранки они атакуют Фронтир, то начинают хуже сражаться. Командование решает воспользоваться этим преимуществом. Но в действительности выясняется, что пение Ранки приманивает вайр и может влиять на их поведение в зависимости от настроения самой Ранки. Затем Ранку заставляют петь, когда она находится в расстроенных чувствах из-за неразрешенного любовного треугольника (Ранка-Альто-Шерил). Из-за этого вайры атакуют Фронтир очень яростно, проникают внутрь многих жилых кораблей и вызывают сильные разрушения. Однако атаку отбили. Ранка отказывается петь.
Затем недавно найденный ею зверек оказывается личинкой вайры, вырастает, и Ранка находит с ним общий язык. Она решает лететь на родину вайр и в этом ей помогает её киборг-телохранитель. Когда они прилетают туда, Ранку захватывает в плен женщина-киборг по имени Грэйс О`Коннор, желающая с помощью Ранки стать хозяйкой вайр, а затем с их помощью поработить человечество. Выясняется, что Ранка — наполовину вайра, поскольку её мать заразилась вирусом вайр незадолго до того, как забеременела Ранкой. На эту же планету движется флот Макроса Фронтира, потому что из-за войны у людских кораблей на исходе все ресурсы, а планета пригодна для обитания. Грэйс, благодаря Ранке, захватывает контроль над вайрами и те нападают на Фронтир, когда флот приближается к планете. Во время сражения флот людей оказывается в тяжелейшем положении, потому что помимо вайр, Грейс управляет ещё и ранее захваченным ею (при помощи одного из чиновников Фронтира) Макросом Галактика. Альто, Шерил и другие герои находятся на краю гибели. Не особо помогает даже то, что во время боя Шерил поет воодушевляющую песню. К счастью, Альто удается «докричаться» до Ранки и она перехватывает контроль над вайрами. Теперь вайры и люди вместе сражаются против общего врага — Грэйс О`Коннор и её Макроса Галактика. Благодаря своей отваге, герои побеждают. Люди высаживаются на планету, Ранка говорит, что вайры решили помириться с людьми. Альто так и не делает выбор между двумя девушками, говоря, что ему нравятся обе.

## Список персонажей
Альто Саотомэ (яп. 早乙女アルト) — родился в семье актёра. Сначала и сам был актёром (из-за красивой внешности сыграл несколько женских ролей в театре), но, поскольку Альто с детства мечтал летать, поругался с отцом и пошёл учиться в лётчики. Позже ушёл в SMS — это практически отряд особого назначения. Часто путают с девушкой из-за слишком женственной внешности. За его внимание борются Ранка Ли и Шерил Ноум, и лишь в конце сериала, он сравнивает их со своими «крыльями», тем самым подразумевая, что испытывает глубокие чувства к ним обеим. Но в альтернативной реальности, он признался, что испытывает к Ли лишь дружеские чувства. Во 2 фильме, признается Шерил в любви и исчезает.
Ранка Ли (яп. ランカ・リー) — не помнит практически ничего, что было в прошлом. Живёт вместе с братом, обожает галактическую фею-певицу Шерил. Обладает неземным очарованием, а позже и ручной вайрой. Решает тоже стать певицей и добивается большой известности. Её голос странно влияет на вайр. В конце сериала была захвачена для получения контроля над вайрами, но смогла прийти в себя и настроить вайр сражаться за людей.
Шерил Ноум (яп. シェリル・ノーム) — великая певица, известная под прозвищем «Галактическая фея». Певица с флота Макросс Галактика обладает прекрасными внешними данными, сильным голосом и выдающимся талантом. Также она очень решительная и волевая девушка, которая не боится ничего, кроме разве что слабости. Эта хрупкая на вид особа мужественно преодолевает все трудности, встречающиеся на её пути. Она очень успешна, но не придает никакого значения своей славе и успеху. Претендует вместе с Ранкой на роль девушки Альто. Болеет смертельно опасной болезнью, что, правда, выясняется ближе к концу сериала. Болезнь связана с вайрами, поэтому Ранка сумела её вылечить.
Михаил «Мишель» Бланк (яп. ミハエル・ブラン) — товарищ Альто по летной академии, а позже и по SMS. В бою выполняет роль снайпера. Пошёл в армию и стал снайпером из-за старшей сестры. Сестра так же была снайпером, но попала под трибунал и покончила жизнь самоубийством. По версии трибунала она сознательно допустила промах и убила своего командира, в которого была влюблена. Мишель вместе с Альто и Лукой являются одним из звеньев в эскадрильи SMS и лучшими друзьями. Мишель обычно галантен с женщинами и зачастую ведет себя как Казанова. Однако ему нравится одна из сослуживцев по SMS — девушка-зентради Клан Кланг. Известно, что уменьшенные женщины зентради могут вступать в брак с людьми. Но проблема в том, что из-за какой-то ошибки в генах Клан при уменьшении превращается в маленькую девочку. Во время нападения вайр на флот и их проникновения внутрь Мишель воевал с ними внутри корабля вместе с друзьями. Успел признаться Клан в любви и после этого погиб.
Лука Анджелони (яп. ルカ・アンジェローニ) — друг и товарищ Альто и Мишеля. Отлично разбирается в электронике и приборах. Его истребитель снабжен системами слежения за противникам. Влюблен в одноклассницу по летному училищу (которая ещё и подруга Ранки) Нанасэ Мацуру.
Озма Ли (яп. オズマ・リー) — командир эскадрильи SMS и непосредственный командир Альто, Мишеля и Луки (и, конечно, остальных пилотов). Воспитывал Ранку после того, как она потеряла родителей. Скрывал от неё то, что несет опасную службу боевого пилота. Но затем во время одного из нападений вайр он был ранен и Ранка все узнала. Сначала не одобрял страстное желание Ранки стать певицей, но потом смирился. В одной из серий Озма вспоминает ананасовый пирог (а в самом первом сериале «Макрос» после упоминания ананасов погиб командир их эскадрильи), и затем получает опасную рану в бою, но его каким-то чудом спасают врачи (хотя он и потерял очень много крови). Участвует в последней битве против вайр и общего врага.
Грэйс О`Коннор (яп. グレイス・オコナー) — появляется сначала как менеджер Шэрил Ноум, выступая в этом качестве большую часть сериала; затем работает с Ранкой. Позже выясняется, что она — главный антагонист сериала. Является полностью киборгом, желает захватить власть над галактикой, поэтому для начала хочет власти над вайрами. Захватывает Ранку и с её помощью замещает королеву вайр и отдает им приказ напасть на Фронтир. Так же выясняется, что она — киборг-копия одной из учёных, изучавших вайр до открытой войны с ними и умершей при их первой атаке. Киборг-Грэйс была в конце финальной битвы уничтожена Альто.

## Аниме-сериал
| № серии | Название                                    | Трансляция в Японии |
| ------- | ------------------------------------------- | ------------------- |
| 01      | Cross Encounter(クロース・エンカウンター)   | 24.12.2007          |
| 02      | Hard Chase(ハード・チェイス)                | 11.04.2008          |
| 03      | On Your Marks(オン・ユア・マークス)         | 18.04.2008          |
| 04      | Miss Macross(ミス・マクロ)                  | 25.04.2008          |
| 05      | Star Date(スター・デイト)                   | 02.05.2008          |
| 06      | Bye Bye Sheryl(バイバイ・シェリル)          | 09.05.2008          |
| 07      | First Attack(ファースト・アタック)          | 16.05.2008          |
| 08      | High School Queen(ハイスクール・クイーン)   | 23.05.2008          |
| 09      | Friendly Fire(フレンドリー・ファイア)       | 30.05.2008          |
| 10      | Legend of Zero(レジェンド・オブ・ゼロ)      | 06.06.2008          |
| 11      | Missing Birthday(ミッシング・バースデー)    | 20.06.2008          |
| 12      | Fastest Delivery(ファステスト・デリバリー)  | 27.06.2008          |
| 13      | Twilight Planet(メモリー・オブ・グローバル) | 04.07.2008          |
| 14      | Mother's Lullaby(マザーズ・ララバイ)        | 11.07.2008          |
| 15      | Lost Peace(ロスト・ピース)                  |                     |
| 16      | Ranka Attack(ランカ・アタック)              |                     |
| 17      | Goodbye Sister(グッバイ・シスター)          |                     |
| 18      | Fold Fame(フォールド・フェーム)             |                     |
| 19      | Triangular(トライアングラー)                |                     |
| 20      | Diamond Crevasse(ダイアモンド・クレバス)    |                     |
| 21      | Blue Ether(蒼のエーテル)                    |                     |
| 22      | Northern Cross(ノーザン・クロス)            |                     |
| 23      | True Beginning(トゥルー・ビギン)            |                     |
| 24      | Last Frontier(ラスト・フロンティア)         |                     |
| 25      | Your Sound(アナタノオト)                    |                     |

## Soundtrack (с вокалом)
| Песня                                                                                               | Композитор      | Слова                         | Аранжировка               | Дебют                                                                                                  | Исполнитель                     |
| --------------------------------------------------------------------------------------------------- | --------------- | ----------------------------- | ------------------------- | --- | ------------------------------- |
| "Triangler" (яп. トライアングラー "Toraiangurā")                                                    | Ёко Канно       | Габриэла Робин                | Ёко Канно                 | Открывающая тема                                                                                       | Маая Сакамото                   |
| "Ai Oboete imasu ka" (яп. 愛・おぼえていますか, "Do you remember love?")                            | Кадзухико Като  | Кадзуми Ясуи                  | Ёко Канно                 | Deculture edition Ending Theme, Серия 12 (ED)                                                          | Мэгуми Накадзима                |
| "Aimo" (яп. アイモ)                                                                                 | Ёко Канно       | Габриэла Робин                | Ёко Канно                 | Серии 1, 7 (ED), 12                                                                                    | Мэгуми Накадзима                |
| "Aimo ~ Tori no hito" (яп. アイモ ~ 鳥のひと)                                                       | Ёко Канно       | Габриэла Робин, Маая Сакамото | Ёко Канно                 | Серия 10 (ED)                                                                                          | Мэгуми Накадзима                |
| "Diamond Crevasse" (яп. ダイアモンド クレバス)                                                      | Ёко Канно       | hal                           | Ёко Канно                 | Закрывающая тема                                                                                       | Мэй Накабаяси                   |
| "Iteza☆Gogo Kuji Don't be late" (яп. 射手座☆午後九時Don't be late, "Sagittarius☆9pm Don't be late") | Ёко Канно       | Дай Сато, hal, Майку Сугияма  | Ёко Канно                 | Серия 1, Серия 7                                                                                       | Мэй Накабаяси                   |
| «What 'bout my star?»                                                                               | Ёко Канно       | hal                           | Ёко Канно                 | Серия 1 (Sheryl on Stage), Серия 5 (Ranka @ Formo), Серия 15 (Sheryl on stage, Sheryl & Ranka @ Formo) | Мэй Накабаяси, Мэгуми Накадзима |
| «Totsugeki Love Heart»                                                                              | Каваути Ацутака | К. Инодзё                     | Ёко Канно                 | Серия 2                                                                                                | Fire Bomber                     |
| "Watashi no Kare wa Pilot" (яп. 私の彼はパイロット, "My Boyfriend is a Pilot")                      | Кэнтаро Ханэда  | Аканэ Оса                     | Ёко Канно, Хисааки Могари | Серия 4                                                                                                | Мэгуми Накадзима                |
| "Ujukyodaisen" (яп. 宇宙兄弟船, "Spaceship of Brothers")                                            | Ёко Канно       | Хироси Итикура                | Ёко Канно                 | Серия 5                                                                                                | Итиро Докугава                  |
| "Infinity" (яп. インフィニティ)                                                                     | Ёко Канно       | Юхо Ивасото                   | Ёко Канно                 | Серия 7, Серия 15                                                                                      | Мэй Накабаяси, Мэгуми Накадзима |
| "Ninjiin Loves you Yeah!" (яп. ニンジーン Loves you Yeah!, "Carrot loves you yeah!")                | Ёко Канно       | Хироси Итикура                | Ёко Канно                 | Серия 8                                                                                                | Мэгуми Накадзима                |
| "Neko Nikki" (яп. ねこ日記, "Cat Diary")                                                            | Ёко Канно       | Хироси Итикура                | Ёко Канно                 | Серии 9, 11 (ED), 12                                                                                   | Мэгуми Накадзима                |
| "Chōjikuhanten Nyan-Nyan" (яп. 「超時空飯店 娘娘」, "Super Dimension Chinese Restaurant Nyan-Nyan") | Ёко Канно       | Хироюки Ёсино                 | Ёко Канно                 | Серии 1, 11                                                                                            | Мэгуми Накадзима                |
| "Seikan Hikou" (яп. 星間飛行, "Interstellar Flight")                                                | Ёко Канно       | Такаси Мацумото               | Ёко Канно                 | Серия 12, Серия 15                                                                                     | Мэгуми Накадзима                |

## Адаптации

### Радио Macross
Radio Macross — это радиопрограмма, основанная на Macross Frontier, которая впервые прозвучала на двух японских радиостанциях 3 января 2008 года: Bunka Hōsō и MBS Radio. В программе, в роли ведущих, приняли участие Мэгуми Накадзима и Kenta Miyake, актёры озвучивавшие персонажей Ranka Lee и Bobby Margot.

### Macross Fufonfia
Macross Fufonfia — серия комедийных короткометражек с тиби-версиями персонажей аниме.